# Hylesia melanostigma
Hylesia melanostigma är en fjärilsart som beskrevs av Herrich-Schäffer 1855. Hylesia melanostigma ingår i släktet Hylesia och familjen påfågelsspinnare. Inga underarter finns listade i Catalogue of Life.